# 스페인계 아르헨티나인
스페인계 아르헨티나인(Hispano Argentino)는 현재 아르헨티나에 거주하는 스페인계 사람들을 지칭하는 말이다. 아르헨티나 국민의 60%를 차지한다(타 민족과의 혼혈 포함).